# Субшински, Нора
Нора Субшински (нем. Nora Subschinski, род. 5 июня 1988, Берлин) — немецкая прыгунья в воду, участница четырёх летних Олимпийских игр, двукратный бронзовый призёр чемпионатов мира в синхронных прыжках с вышки, четырёхкратная чемпионка Европы, призёр этапов мировой серии FINA, многократная чемпионка Германии.

## Биография
В детстве Нора Субшински хотела заниматься гимнастикой, но тренеры, наблюдавшие за её выступлениями предложили ей перейти в прыжки в воду, которыми юная спортсменка и начала заниматься в 1995 году. В 2004 году 16-летняя Субшински дебютировала на летних Олимпийских играх. В Афинах юная спортсменка выступила в синхронных прыжках с вышки в паре с опытной Аннетт Гамм, вместе с которой несколькими месяцами ранее Нора стала чемпионкой Европы. После трёх прыжков немецкий дуэт шёл на третьем месте, но не слишком удачные заключительные два прыжка отбросили спортсменок на итоговое 6-е место. Титул европейских чемпионок Субшински и Гамм смогли защитить в 2006 году, опередив спортсменок из России почти на 20 баллов. В том же году Нора стала бронзовым призёром молодёжного чемпионата мира и победителем европейского первенства в прыжках с трёхметрового трамплина. Свою первую медаль взрослого чемпионата мира Субшински завоевала в 2007 году. Нора вместе с Аннетт Гамм заняли третье место в синхронных прыжках, уступив только парам из Китая и Австралии.
На летних Олимпийских играх 2008 года в Пекине Нора Субшински вновь выступала только в синхронных прыжках с вышки. С самого начала у Субшински и Гамм не задались прыжки. Ни в одном из прыжков немецким спортсменкам не удавалось пробиться в тройку сильнейших, тем не менее из-за грубых ошибок их соперниц немки смогли занять итоговое 4-е место. При этом до третьего места Субшински и Гамм не хватило почти 20 баллов. С 2009 года Субшински стала выступать с новой партнёршей — Йозефин Мёллер. За год немецкие спортсменки так и не смогли показать высокий результат, заняв только второе место на чемпионате Европы по прыжкам в воду в Турине. Также параллельно Субшински стала выступать и в синхронных прыжках с трёхметрового трамплина вместе с Катей Диков, однако и в этой дисциплине успехи пары ограничились серебром европейского первенства. На чемпионате Европы по водным видам спорта 2010 года Субшински выступала в паре с Кристин Штойер. Немецкий дуэт стал победителем в синхронных прыжках с вышки, а сама Субшински стала уже четырёхкратной чемпионкой Европы. 
Свою вторую медаль на мировых первенствах Субшински вместе со Штойер завоевала в 2011 году в Мельбурне. Соперницы из Китая и Австралии оказались недосягаемыми для конкуренток, однако у остальных дуэтов немецкие спортсменки смогли выиграть и стали обладателями бронзовой награды. Также дуэт Субшински / Штойер стал обладателем серебряной награды с чемпионата Европы. На летних Олимпийских играх 2012 года в Лондоне Нора Субшински впервые выступила в личной дисциплине, но это не принесло успеха. В прыжках с 10-метровой вышки Нора не смогла пробиться даже в финал, оставшись по результатам полуфинала на 14-м месте. В синхронных прыжках Субшински и Штойер смогли качественно выполнить только первый и третий прыжки, в результате чего по итогам соревнований немецкие спортсменки заняли лишь 6-е место.
В конце 2013 года спортсменка перенесла операцию на спине. В июле 2014 года Субшински вернулась к соревнованиям, но из-за возможного рецидива ей пришлось завершить выступления на вышке и сосредоточиться на прыжках с трамплина. На первом после травмы чемпионате Европы Субшински вместе с Тиной Пунцель завоевала серебро в синхронных прыжках с трёхметрового трамплина, а также выиграла бронзу в личном турнире. Чемпионат мира 2015 года сложился для Норы не самым удачным образом. На трёхметровом трамплине немецкая прыгунья не смогла пройти финал, а на метровом трамплине заняла 7-е место. Не получился финал и в синхронных прыжках. Пунцель и Субшински с трудом смогли пробиться в решающий раунд, где заняли 11-е место из 12 выступавших дуэтов. Летом 2016 года Нора Субшински приняла участие в своих четвёртых Олимпийских играх. 7 августа Субшински и Пунцель стали седьмыми в синхронных прыжках с 3-метрового трамплина. Спустя несколько дней Нора приняла участие в индивидуальных прыжках с 3-метрового трамплина. В предварительных раундах немецкая спортсменка показывала средние результаты, но с последнего двенадцатого места всё-таки смогла пробиться в финал соревнований. В решающем раунде турнира Нора сразу откатилась в конец десятки сильнейших и после трёх прыжках занимала восьмое место. Последние два прыжка не смогли помочь Субшински исправить положение и в итоге она заняла 9-е место.
После окончания Олимпийских игр Нора Субшински объявила о завершении спортивной карьеры.